# Sylvain N’Diaye
Sylvain Patrick Jean N’Diaye (Párizs, 1976. június 25. – ) francia születésű szenegáli válogatott labdarúgó.

## Pályafutása

### Klubcsapatban
Párizsban született. 1996 és 1998 között a Girondins Bordeaux játékosa volt, de mivel kevés lehetőséget kapott, ezért az 1997–98-as szezonban kölcsönadták a Martigues együttesének. 1998-ban Belgiumba igazolt a Gentbe, ahol két évet töltött, de két alkalommal is kölcsönadták. Először a Monaco, majd a Toulouse is kölcsönvette. 2000 és 2003 között a Lille-ben játszott. 2003 és 2005 között az Olympique Marseille játékosa volt, melynek színeiben 2004-ben bejutott az UEFA-kupa döntőjébe. 2005 és 2008 között Spanyolországban játszott a Levantéban és a Tenerifében. 2008 és 2010 között a Stade Reims, a 2010–11-es szezonban pedig a Cannes játékosa volt.

### A válogatottban
2001 és 2004 között 24 alkalommal szerepelt az szenegáli válogatottban. Tagja volt a 2002-es afrikai nemzetek kupáján ezüstérmet szerzett válogatott keretének és részt vett a 2002-es világbajnokságon és a 2004-es afrikai nemzetek kupáján is.

## Sikerei, díjai
Olympique Lyon
- Francia bajnok (2): 2004–05, 2005–06
- Francia szuperkupagyőztes (1): 2005

Szenegál
- Afrikai nemzetek kupája döntős (1): 2002